# 灵芝三醇
灵芝三醇（英語：ganodermatriol）是一种有机化合物，化学式C30H48O3，可见于灵芝等物种。它是白色固体，熔点180~190 °C，可从Ganoderma sinense中提取得到。